# Segnosaurus
Segnosaurus (dt. „langsame Echse“) ist ein theropoder Dinosaurier aus der Gruppe der Therizinosauridae. Er lebte während der frühen Oberkreide (Cenomanium bis Turonium). Einzige bekannte Art ist Segnosaurus galbinensis. 
Die Gattung ist durch fragmentarische Skelettteile von drei Exemplaren bekannt, die in der südlichen Mongolei und der Inneren Mongolei gefunden wurden. Darunter sind Teile von Wirbeln, Unterkiefer, Becken, Hinterbeine und unvollständig erhaltene Vorderbeine. Ein Schädel wurde nicht gefunden.

## Merkmale
Die Halswirbel waren groß, verlängert und hatten niedrige Neuralfortsätze, am durch verknöcherte Bänder verstärkten Kreuzbein saßen sechs Rippen. Der Oberarmknochen war weniger massiv als bei anderen Therizinosauriern. Wie alle Therizinosaurier hatte Segnosaurus starke Arme und drei Finger an der Vorderhand, mit der Phalangenformel 2-3-4. Der Schienbeinknochen erreichte mehr als 80 % der Länge des Oberschenkelknochens. Der Fuß von Segnosaurus war kurz und breit, der fünfte Zeh fehlte. Jeder Unterkieferast von Segnosaurus war mit 24 scharfspitzigen Zähnen besetzt.
Segnosaurus wurde wahrscheinlich vier bis acht Meter lang und war ein schwerfälliger, biped laufender Dinosaurier.